# Uniwersytet Chrystiana Albrechta w Kilonii
Uniwersytet Chrystiana Albrechta w Kilonii (niem. Christian-Albrechts-Universität zu Kiel) – najstarszy uniwersytet landu Szlezwik-Holsztyn, założony w 1665 r. Nazwa uczelni upamiętnia jej założyciela, Chrystiana Albrechta (księcia Szlezwika-Holsztynu-Gottorp).

## Historia
Plany założenia własnego uniwersytetu w księstwach Szlezwiku i Holsztynu pojawiły się już w XVI wieku, jednakże plany przedstawione przez Paula von Eitzena w 1563 roku nie zostały zrealizowane. W 1620 roku duński król rozważał projekt uczelni we Flensburgu, który jednak nie powiódł się z powodu udziału Danii w wojnie trzydziestoletniej. W międzyczasie brano także pod uwagę Szlezwik jako lokalizację.

## Wydziały

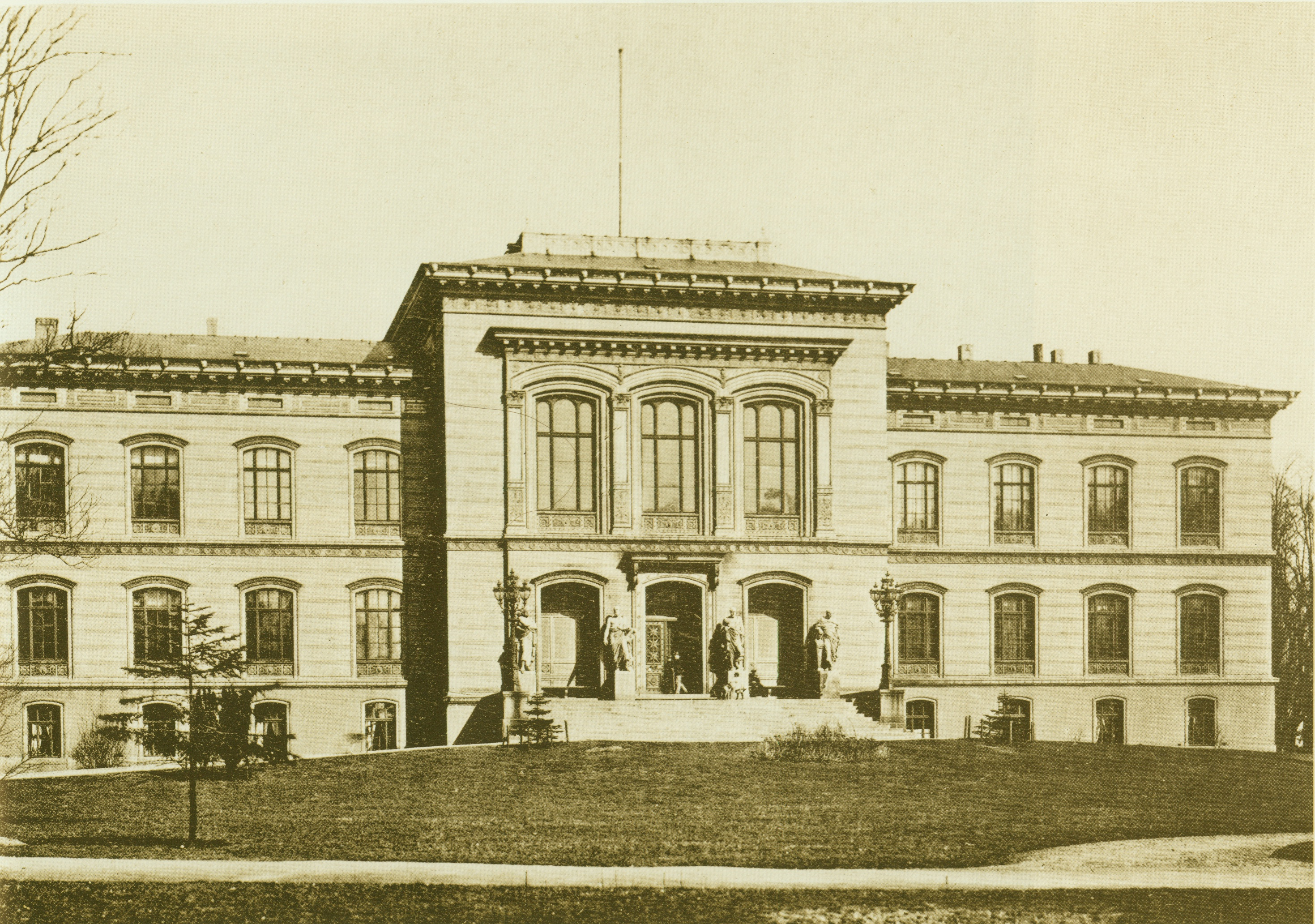
Główna siedziba (1893) Uniwersytetu Chrystiana Albrechta w Kilonii (CAU).

Uniwersytet Chrystiana Albrechta w Kilonii składa się obecnie z następujących ośmiu wydziałów:
- Wydział Teologii
- Wydział Prawa
- Wydział Medycyny
- Wydział Filozofii
- Wydział Nauk Rolniczych i Żywnościowych
- Wydział Matematyki i Nauk Przyrodniczych
- Wydział Nauk Ekonomicznych i Społecznych
- Wydział Techniczny